# Mubai
Mubai is een bestuurslaag in het regentschap Lebong van de provincie Bengkulu, Indonesië. Mubai telt 2060 inwoners (volkstelling 2010).